# Historia general del mundo (Herrera)

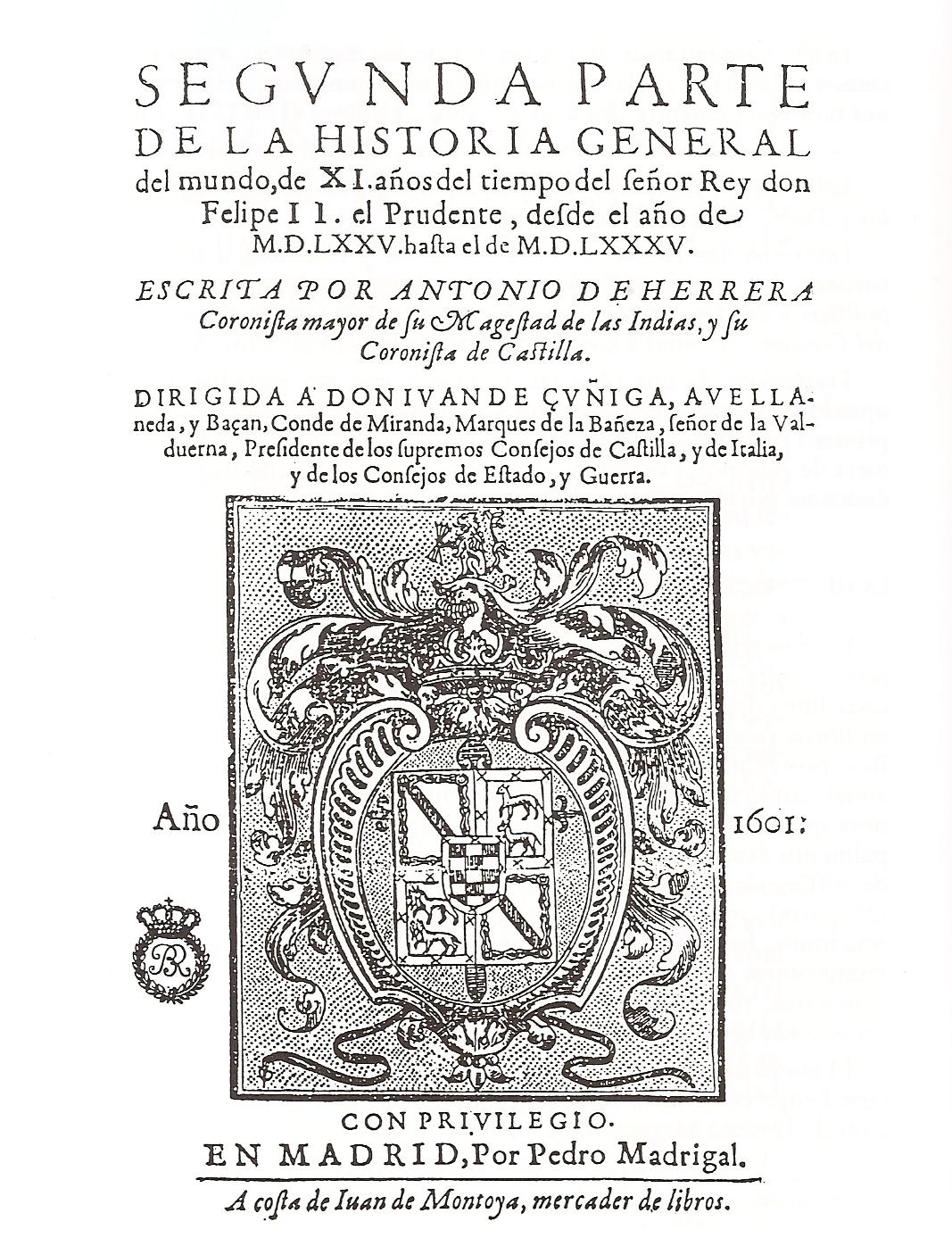
Portada de la Segunda parte de su Historia general del Mundo.

Historia general del Mundo es una obra histórica escrita por Antonio de Herrera y Tordesillas, Cronista mayor de Felipe II, Felipe III y de las Indias, que fue publicada en Valladolid y Madrid en tres volúmenes entre 1601 y 1615.
Constituye una verdadera crónica anual, un diario de acontecimientos que engloba lo que su título abarca, considerando el Mundo, los hechos del reinado de Felipe II en el ámbito de su área de influencia, y comienza en 1554 con el matrimonio del entonces príncipe Felipe con María I de Inglaterra. En ella se narran “tumultos, rebeliones, sediciones, traiciones, levantamientos, guerras de pueblos, presas de ciudades, expugnaciones de fortalezas y castillos, sacos de lugares, incendios, treguas, conciertos, roturas de paces, matanzas de gentes, muertes de príncipes y otras cosas acontecidas desde el año de 1554 hasta el de 1598”, tal y como advierte el propio autor.
No solo dedica sus páginas a la Historia de España, sino que sus contenidos hacen referencia a África (La Jornada de Túnez y La Goleta, y Preste Juan), a Asia (Persia, Armenia, Arabia, Tartaria y Malaca), al Atlántico y Mediterráneo, Pacífico (Filipinas, Japón, Islas Salomón y Legazpi) y a las Indias Santo Domingo, Cartagena, Ursúa y El Dorado, los Ingleses en el Pacífico, Francis Drake, Sarmiento y Diego Flores o el Estrecho de Magallanes, etc).

## Partes
Fue escrita en tiempo de Felipe II, dividida en tres partes, y cada una de ellas estructurada en libros y cada libro dividido en capítulos:
1. Primera parte de la Historia general del Mundo... desde el año de MDLIX hasta el de MDLXXIIII, escrita por Antonio de Herrera... (Madrid, 1601; y Valladolid, 1606), se publicó una segunda edición “Nueuamente impressa y añadida”.
2. Segunda parte de la Historia general del Mundo... desde el año de MDLXXV, hasta el de MDLXXXV, escrita por Antonio de Herrera... (Madrid, 1601; y Valladolid, 1606), ocurrió lo mismo que con la primera parte.
3. Tercera parte de la Historia general del Mundo... desde el año 1585 hasta el de 1598... escrita por Antonio de Herrera... (Madrid, 1612).

## Autores consultados
Para componer la primera y segunda parte Herrera maneja diversidad de autores, a los cuales deja reflejados en su obra; la tercera parte, es fruto personal, encargándose él mismo de los trabajos de redacción a partir de documentos de archivo relaciones, cartas y papeles de los Virreyes y Gobernadores, de los reinos... embajadores y ministros... Secretarios de Estado, del Consejo de Indias y de Cámara y de los capitanes más famosos, advierte el autor.

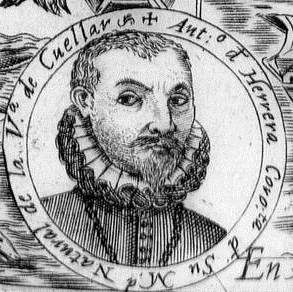
Antonio de Herrera y Tordesillas.

Los autores que menciona además de la propia documentación que hubo de manejar constituyen un testimonio fehaciente de la capacidad de trabajo del autor. Para las dos primeras partes se apoya en Juan Botero y sus Relaciones; fray Faustino Tasso, Sucesos de nuestros tiempos; Guillermo Rosseo, De iustita retentione; Nicolás Sandero; fray Jerónimo Polini, Historia de Inglaterra; Gilberto Genebrardo; Lorenzo Surio, Comentarios; León Bélgico, Historia de Flandes; Bernardino de Mendoza, Comentarios; César Campana, Historia general; Felipe Cauriano, Sobre Corneli Tácito; Juan Tomás Minadois, Guerra de turcos y persianos; Jerónimo Cadena, Vida de Pío V; Antonio Possevino, Moscovia; Fadere Sacro, Folleta; Jerónimo Fraqueta; Juan Lorenzo Anania, Cosmografía; Natal Conte, Historia general; Mambrino de Rosseo, Historia general (V); Martín Cormero Polaco; Miguel Abisselt, Guerra de Colonia; Juan Nicolás Dolón, Compendio de Historia universal e Historia de Hungría; Ascanio Centorio, Guerra de Transilvania; Jesuitas, Cartas de Japón; Samuel de Lis, Últimas revueltas de Francia; Andrea Filopatro, Respuesta al edicto de Inglaterra; y Mercantonio Ciapi, Vida de Gregorio XIII, entre otros.